# 中村千代松
中村 千代松（なかむら ちよまつ、1867年2月19日（慶応3年1月15日） - 1941年（昭和16年）8月4日）は、日本の衆議院議員（立憲国民党）、ジャーナリスト。号は木公

## 経歴
出羽国（秋田県）平鹿郡阿気村（大雄村を経て現横手市）の奥山家に生まれた。明治29年11月中村宗興の二女ノブに入夫婚姻。内藤湖南、畑山呂泣らと明治18年秋田県師範学校を卒業後、秋田市内で教鞭をとる。博文館編集部員、忠愛新報編集長、教育報知主筆、明治新聞主筆、報知新聞記者、秋田魁新報主筆を経て、1913年（大正2年）より秋田新聞社社長を務めた。
1915年、第12回衆議院議員総選挙に出馬して、当選を果たした。